# Acer rubescens
Acer rubescens är en kinesträdsväxtart som beskrevs av Bunzo Hayata. Acer rubescens ingår i släktet lönnar, och familjen kinesträdsväxter. Inga underarter finns listade i Catalogue of Life.